# Vratța, Kiustendil
Vratța (în bulgară Вратца) este un sat în comuna Kiustendil, regiunea Kiustendil,  Bulgaria. 

## Demografie
Componența etnică a satului Vratța
     Bulgari (95,08%)
     Romi (1,78%)
     Nicio identificare (3,12%)
     Altele (0%)
La recensământul din 2011, populația satului Vratța era de 224 locuitori. Din punct de vedere etnic, majoritatea locuitorilor (95,08%) erau bulgari, cu o minoritate de romi (1,78%). Pentru 3,12% din locuitori nu este cunoscută apartenența etnică.